# 摩門斯普林斯 (密西西比州)
摩門斯普林斯（英語：Mormon Springs）是位於美國密西西比州門羅縣的非建制地區。

## 歷史
摩門斯普林斯的郵局於1854年設立，其後於1860年停運。

## 地理
摩門斯普林斯所處的海拔為高於海平面81米（即266英呎），而該地所採用的時區為UTC-6，即北美中部時區（CST）。同時該地設有夏令時間，為UTC-6調快一小時，即UTC-5（CDT）。